# 예당남로
예당남로(Yedangnam-ro)는 충청남도 예산군 광시면 동산사거리에서 예산군 신양면 신양삼거리를 잇는 도로이다

## 주요 경유지
충청남도
- 예산군 (광시면 . 신양면)

## 노선
| 이름       | 접속 노선                 | 소재지 | 소재지 | 비고 |
| ---------- | ------------------------- | ------ | ------ | ---- |
| 동산사거리 | 지방도 제619호선 (예당로) | 예산군 | 광시면 |      |
| 동산교     |                           | 예산군 | 광시면 |      |
| 장전교     |                           | 예산군 | 광시면 |      |
| 월송교     |                           | 예산군 | 광시면 |      |
| 황계삼거리 | 형제고개로 월송2길        | 예산군 | 광시면 |      |
| 박산밑고개 |                           | 예산군 | 신양면 |      |
| 신양교     |                           | 예산군 | 신양면 |      |
| 신양사거리 | 지방도 제645호선 (청신로) | 예산군 | 신양면 |      |

## 주요 시설및 건물
- HD현대오일뱅크 영광주유소 (예당남로 398/월송리 129-1)